# Cerro Marte
Cerro Marte är en kulle i Mexiko.   Den ligger i kommunen General Cepeda och delstaten Coahuila, i den centrala delen av landet, 700 km norr om huvudstaden Mexico City. Toppen på Cerro Marte är 1 347 meter över havet, eller 161 meter över den omgivande terrängen. Bredden vid basen är 1,2 kilometer.
Terrängen runt Cerro Marte är huvudsakligen platt. Runt Cerro Marte är det mycket glesbefolkat, med 3 invånare per kvadratkilometer. Närmaste större samhälle är Piedra Blanca, 12,5 km väster om Cerro Marte. Omgivningarna runt Cerro Marte är i huvudsak ett öppet busklandskap.